# Österlenskolan för konst och design
Österlenskolan för konst och design är en högskoleförberedande utbildning stationerad i ett gammalt sädesmagasin i hamnen i Simrishamn. Skolan startade 1995 av bland andra den grafiske formgivaren HC Ericson. Österlenskolan är en konst och kulturutbildning inom Myndigheten för yrkeshögskolan. Sedan 2017 är Madeleine Tunbjer rektor. Skolan har riksintag.
Under första året får de studerande prova på olika områden inom bild och form för kunna orientera sig i ett rikt och genreöverskridande arbetsfält. Under andra året, som går att söka in till direkt under förutsättning att de finns tidigare eftergymnasial utbildningsbakgrund, handlar arbetet om att utveckla en egen konstnärlig praktik.
Utbildningen samarbetar med Rikstolvan, Gylleboverket, Brunåkra Temporary och Kivik Art Centre liksom med Ystads Konstmuseum och Österlens Museum. På samtliga plattformar får de studerande möjlighet att ställa ut sina arbeten.